# Humphrey Searle
Humphrey Searle (26 de agosto de 1915 - 12 de mayo de 1982) fue un compositor británico, pionero en la música serial del Reino Unido.

## Biografía
Nació en Oxford, donde fue inició sus estudios musicales, antes de estudiar con John Ireland en la Royal College of Music en Londres, tras lo cual se fue a Viena durante seis meses gracias a una beca, siendo alumno de Anton Webern, que se convirtió en decisivo en su carrera de composición. 
Searle es uno de los pioneros de la música serial en el Reino Unido, y utilizó su papel como productor de la BBC para promoverla. Trabajó en el estreno de la obra Poema para 22 de cuerdas (1950), estrenada en Darmstadt, una ópera de Gogol, The Diary of a Madman  (1958), y cinco sinfonías (la primera de las cuales fue grabada comercialmente por Adrian Boult). 
Es también conocido por el desarrollo del catálogo de las obras de Franz Liszt más autorizado, y el sistema de numeración que desarrolló se utiliza con frecuencia para identificar la obra de Liszt. 
Searle también compuso partituras para la televisión y el cine, incluida la música incidental para la serie Doctor Who en 1965. Murió en Londres.